# A2209 road
Die A2209 ist eine Class-I-Straße, die 1923 im Stadtgebiet London mit der namentlichen Bezeichnung „High Street, Deptford“ festgelegt wurde. Sie verbindet die A2 mit der A200 in Deptford. Von ihrer ursprünglichen Straße – die High Street in Deptford – wurde sie mittlerweile heruntergenommen und verläuft jetzt weiter östlich über die Deptford Church Street.